# جيمس فيلان
جيمس فيلان (بالإنجليزية: James Phelan) هو لاعب كرة قدم أمريكية أمريكي، ولد في 5 ديسمبر 1892 في ساكرامنتو في الولايات المتحدة، وتوفي في 14 نوفمبر 1974.

## وصلات خارجية
- جيمس فيلان على موقع كلية كرة السلة في سبورتس رفرنس.كوم (الإنجليزية)